# Trzcińsko-Zdrój
Trzcińsko-Zdrój (germană Bad Schönfließ; cașubiană Szénflét) este un oraș în Polonia.